# Julian Royds Gribble

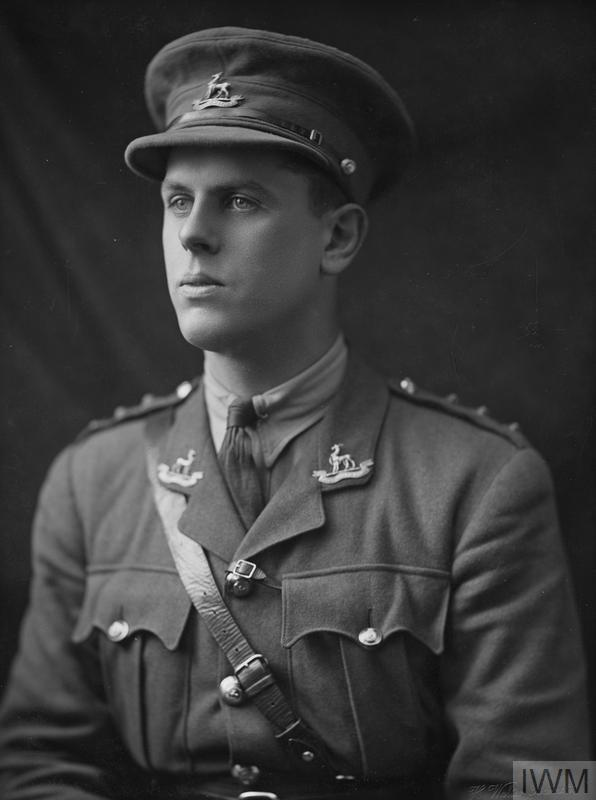
Julian Royds Gribble

Julian Royds Gribble (* 5. Januar 1897 in London; † 25. November 1918 in Kassel) war ein britischer Offizier des Royal Warwickshire Regiment und Träger des Victoria Cross, der höchsten militärischen Auszeichnung des British Empire.

## Leben
Julian Gribble wurde in eine wohlhabende Familie geboren. Sein Vater war George James Gribble, seine Mutter Norah Gribble (geb. Royds), eine ausgebildete Künstlerin. Er hatte mehrere Geschwister, darunter Vivien Gribble, eine Holzschnittkünstlerin. Ab 1910 besuchte er das Eton College, wo er sich für Kunst, Musik und Sport interessierte. 1915 trat er in die Royal Military Academy Sandhurst ein und wurde im selben Jahr Leutnant im Royal Warwickshire Regiment.
Julian Gribble war zunächst in Parkhurst auf der Isle of Wight stationiert, wo er Rekruten ausbildete. 1916 wurde er an die Westfront in Frankreich versetzt und nahm an der Schlacht an der Somme teil. Im Oktober 1916 erkrankte er am Schützengrabenfieber und kehrte nach England zurück, meldete sich aber bereits nach einem Monat wieder zum Dienst.
Am 23. März 1918, während der deutschen Frühjahrsoffensive, kommandierte Julian Gribble die rechte Kompanie seines Bataillons bei Beaumetz, Hermies Ridge. Obwohl ihm der Rückzug befohlen wurde, hielt er seine Stellung, bis seine Einheit eingekesselt war. Für seine Tapferkeit wurde er posthum mit dem Victoria Cross ausgezeichnet. Gribble geriet in Gefangenschaft und starb am 25. November 1918, zwei Wochen nach Kriegsende, im Kriegsgefangenenlager Niederzwehren bei Kassel an einer Lungenentzündung. Er wurde auf dem Niederzwehrener Friedhof beigesetzt.

## Werk
Auch wenn Julian Gribble selbst kein Künstler war, so stammte er doch aus einer Künstlerfamilie. Seine Mutter Norah war ausgebildete Malerin, seine Schwester Vivien eine bekannte Holzschnittkünstlerin. Sie gestaltete ein Gedenkfenster für Julian in der Kirche von Preston, Hertfordshire.